# 義士
義士（ぎし）は、節義を厚い者のことをいう。類似する概念として志士、烈士などがある。
日本では、赤穂事件で討ち入りをし切腹した赤穂浪士の47士を、「赤穂義士」と呼ぶ場合がある。大石神社が完成した大正以降に「赤穂義士」と赤穂町（現・赤穂市）民が敬意を込めて呼んだことが有名で、江戸時代の文書には「牢人」の文字も見られるが、「浪」と書き「赤穂浪士」が一般的だった。当時の文書には「赤穂浪人」の表記もあるという。戦前は全国的にも赤穂義士の名称が一般的だったが、戦後、大佛次郎の小説がテレビドラマ化されてからは、「赤穂浪士」の方が周知されている。
薩摩においては、民のために治水に尽くした者を「義士」として顕彰する。薩摩藩家老・平田正輔らを「薩摩義士」として祀る平田公園の義士頌徳の慰霊祭には、岐阜・愛知県など木曽三川の関係自治体も参加している。
また朝鮮語の称号・敬称のひとつでもあり、特に大韓民国では、伊藤博文を暗殺して死刑となった安重根など、朝鮮独立運動の活動家のほとんどが義士と尊称される。